# Francesco Somaini

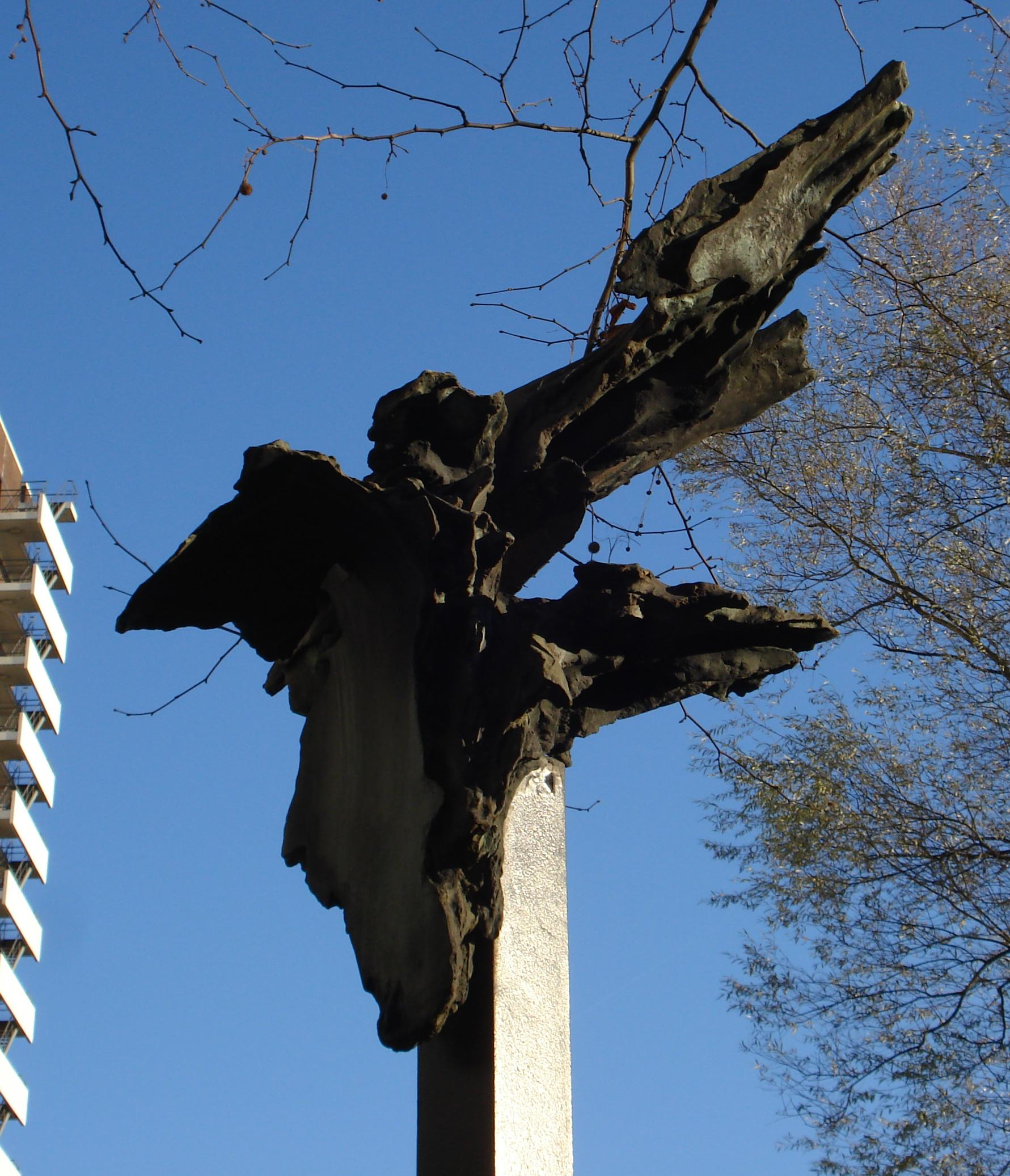
'Zonder titel' voor het Havenziekenhuis in Rotterdam

Francesco Somaini (Lomazzo, 6 augustus 1926 – Como, 19 november 2005) was een Italiaanse beeldhouwer.

## Biografie
Somaini bezocht gedurende zijn rechtenstudie regelmatig de Accademia di Brera, waar hij les kreeg van de beeldhouwer Giacomo Manzù. In 1950 voltooide hij zijn juridische opleiding. In 1960 werd hij uitgenodigd voor deelname aan de Biënnale van Venetië. 
Een van de belangrijkste werken van Somaini is Monumento ai marinai d'Italia in Milaan uit 1967. Andere werken in Italië werden door hem gecreëerd voor de Santo Spirito in Bergamo (1968-1972), de San Biagio in Monza en het beeldenpark Bargellini in Pieve di Cento (Anamorfosi Bargellini (1989-1990)).
Na de verbouwing van het Havenziekenhuis bood de Vereniging voor Tropische Geneeskunde Rotterdam – Leiden ter gelegenheid van de heropening een beeld van Francesco Somaini aan. Op 12 mei 1967 werd de sculptuur onthuld voor het Havenziekenhuis, op de hoek van Maasboulevard en Oostmolenwerf.
In 2007 werd een retrospectieve tentoonstelling georganiseerd in de Galleria nazionale d'arte moderna e contemporanea in Rome.

## Enkele werken (selectie)
- 1954 Grande motivo. Donna che legge in het Parco Sempione in Milaan.
- 1959 Verticale-Absolom in de Franklin D. Murphy Sculpture Garden, UCLA, Californië, Verenigde Staten
- 1959 Vertical in de Albright-Knox Art Gallery, Buffalo (New York), Verenigde Staten
- 1960 Large bleeding Martyrdom in het Hirshhorn Museum and Sculpture Garden, Washington D.C., Verenigde Staten
- 1960 Grande scultura verticale uit (1958/1960) in Baltimore (Maryland), Verenigde Staten.
- 1963 Apocalisse III in de Galleria Nationale d'Arte Moderna di Roma.
- 1966 The Navigator (Nauta uit 1960/1961) in Christchurch, Nieuw-Zeeland - Dit werk maakte deel uit van de reizende tentoonstelling Contemporary Italian Sculptors (1965) en werd in 1966 aangekocht voor de beeldenroute van de Universiteit van Canterbury in Christchurch.
- 1968 Zonder titel (1966) aan de Maasboulevard in Rotterdam - Dit werk werd in 1966 tentoongesteld in het Rotterdamse Museum Boijmans Van Beuningen en in 1967 aangekocht voor het Havenziekenhuis ter gelegenheid van de gereedgekomen nieuwbouw.
- 1969 Untitled bij het Strasenburg Planetarium in Rochester (New York), Verenigde Staten
- 1970 Phoenix in Atlanta, Verenigde Staten
- Forma Alata (?) in het Skulpturenpark Schloss Morsbroich in het Duitse Leverkusen.